# Xã Washington, Quận Jackson, Missouri
Xã Washington (tiếng Anh: Washington Township) là một xã thuộc quận Jackson, tiểu bang Missouri, Hoa Kỳ. Năm 2010, dân số của xã này là 70.860 người.